# Personer i Sverige födda i Somalia
Till personer i Sverige födda i Somalia räknas personer som är folkbokförda i Sverige och som har sitt ursprung i Somalia.
Enligt Statistiska centralbyrån fanns det 2024 i Sverige sammanlagt cirka 67000 personer födda i Somalia; 17 201 i Västra Götalands län, 12 945 i Stockholms län och 3 991 i Skåne län.  Personer födda i Somalia utgjorde samma år den sjunde största gruppen utrikes födda, efter personer födda i Syrien, Irak, Finland, Polen, Iran och Afghanistan. 2019 bodde det sammanlagt i Sverige 111 014 personer som antingen själva var födda i Somalia eller hade minst en förälder som var det. Somalier är den största gruppen utrikes födda från Afrika i Sverige år 2018 enligt Statistiska centralbyrån.

## Namn
Det finns flera olika namn på denna grupp, exempelvis "svensksomalier" och "somaliesvenskar". Emellertid föreslår Institutet för språk och folkminnen främst termen "sverigesomalier".
De somaliska och svenska namnskicken uppvisar skillnader. Fram till 1970-talet skrevs somaliska namn med det arabiska alfabetet. Sedan dess har man övergått till en latiniserad skrift. Vissa namn som i Somalia skrivs med bokstaven "x" ändras i Sverige till "h", där "h"-ljudet är tonlöst.

## Historik

### Flykt
Utflyttningar från Somalia har gjorts till västerländska länder, men den största migrationsvågen ur Somalia orsakades av de politiska oroligheterna som började i slutet av 1980-talet, vilket slutligen resulterade i ett inbördeskrig. Under 1980- och 90-talen talet flydde mellan en och två miljoner somalier till andra delar av världen; en ungefärlig uppskattning är att det i hela världen finns cirka 3,5 miljoner somalier. Många flydde till närliggande länder – varav en del, som Saudiarabien, redan hade stora somaliska befolkningar – men många kom också till Nordamerika, Europa, Australien och Nya Zeeland.

### Migration till Sverige

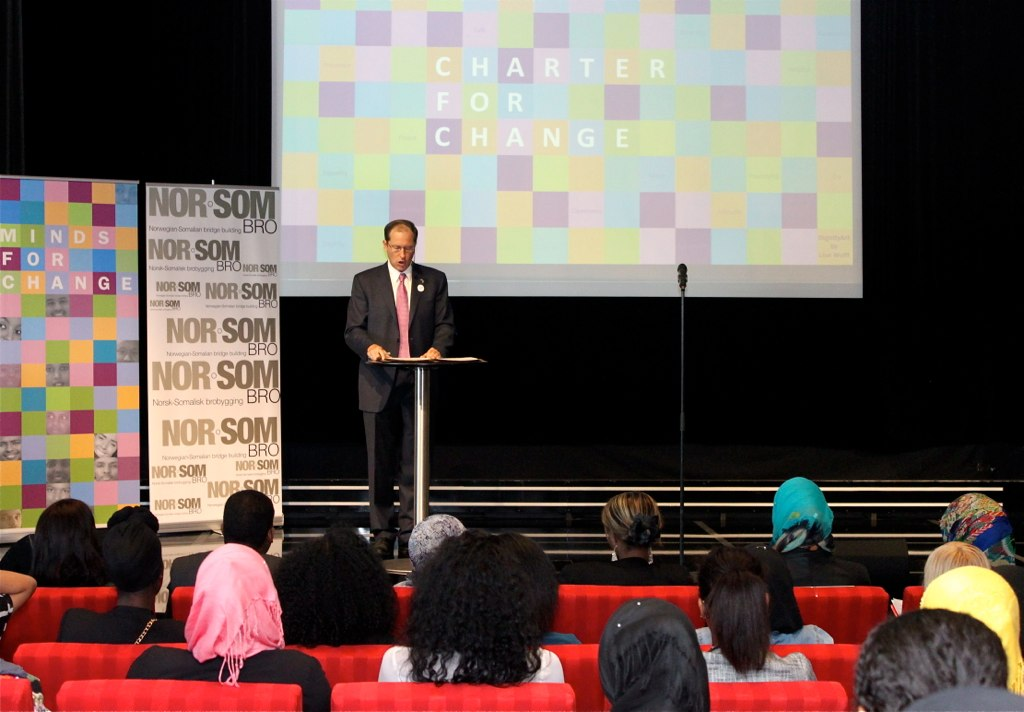
Den amerikanska ambassadören Mark Brzezinski talar inför ett antal unga somalier i Sverige 2013.

Under 1970-talet sökte sig en grupp politiska flyktingar från Somalia till Sverige, tidigare hade somaliska invandrare slagit sig ner i Sverige under 1960-talet. Förutom somaliska talade många av dem arabiska, engelska och italienska (som var officiella språk i italienska Somaliland och brittiska Somaliland). Många invandrade under 1990-talet när inbördeskriget i Somalia började.
1998 lanserade Integrationsverket ett återvandringsprogram riktat speciellt mot bosnier och somalier. Detta uppfattades av många somalier som att de inte var önskvärda som medborgare i landet.
År 1999 bodde de flesta somaliska familjerna i Stockholm, Göteborg, Malmö och Örebro i multietniska områden med förhållandevis få infödda svenskar och svensktalande. Detta gällde även somalier som bodde i mindre kommuner. En bidragande orsak var att det i dessa områden fanns moskéer där de kunde utöva sin religion och att somaliska föreningar var etablerade i dessa områden. Utöver det fanns i dessa områden även somaliska förskolor och friskolor.
Antalet migranter från Somalia ökade under perioden 2005–2010 för att därefter minska på grund av att svenska myndigheter började kräva identitetshandlingar för familjeåterförening.
År 2013 fanns det cirka 3 000 invånare från Somalia i Borlänge.

## Klansystemet
Klansystemet består av ett antal klaner, varav de flesta kan inordnas under någon av de fyra stora klanfamiljerna Darod, Isaaq, Hawiye och Dir (samt två klaner från en annan gren, Digil och Rahanweyn). Personer från särskilda klanfamiljer kan bo varsomhelst i Somalia, men vissa områden tenderar att domineras av en viss klanfamilj. Darodmedlemmar bor företrädesvis i norra och centrala Somalia, Hawiye i söder och Isaaq i norr, speciellt i Somaliland. De största grupperna av Digil och Rahanweyn bor omkring floderna i södra Somalia.
Klanrelationerna spelar en viktig roll i de nya värdländerna, på så sätt att nyanlända landsmän kan ”landa” i redan etablerade sociala nätverk.

### Klaner i Göteborg
Bosättningsmönster för somalier i Göteborg följer klanlinjerna, där Hjällbo och Hammarkullen domineras av Darod-klanen, på Hisingen finns Hawiye-klanen och i Frölunda Isaak-klanen enligt Göran Larssons rapport från 2014 på uppdrag av SST.

## Sysselsättning och integration

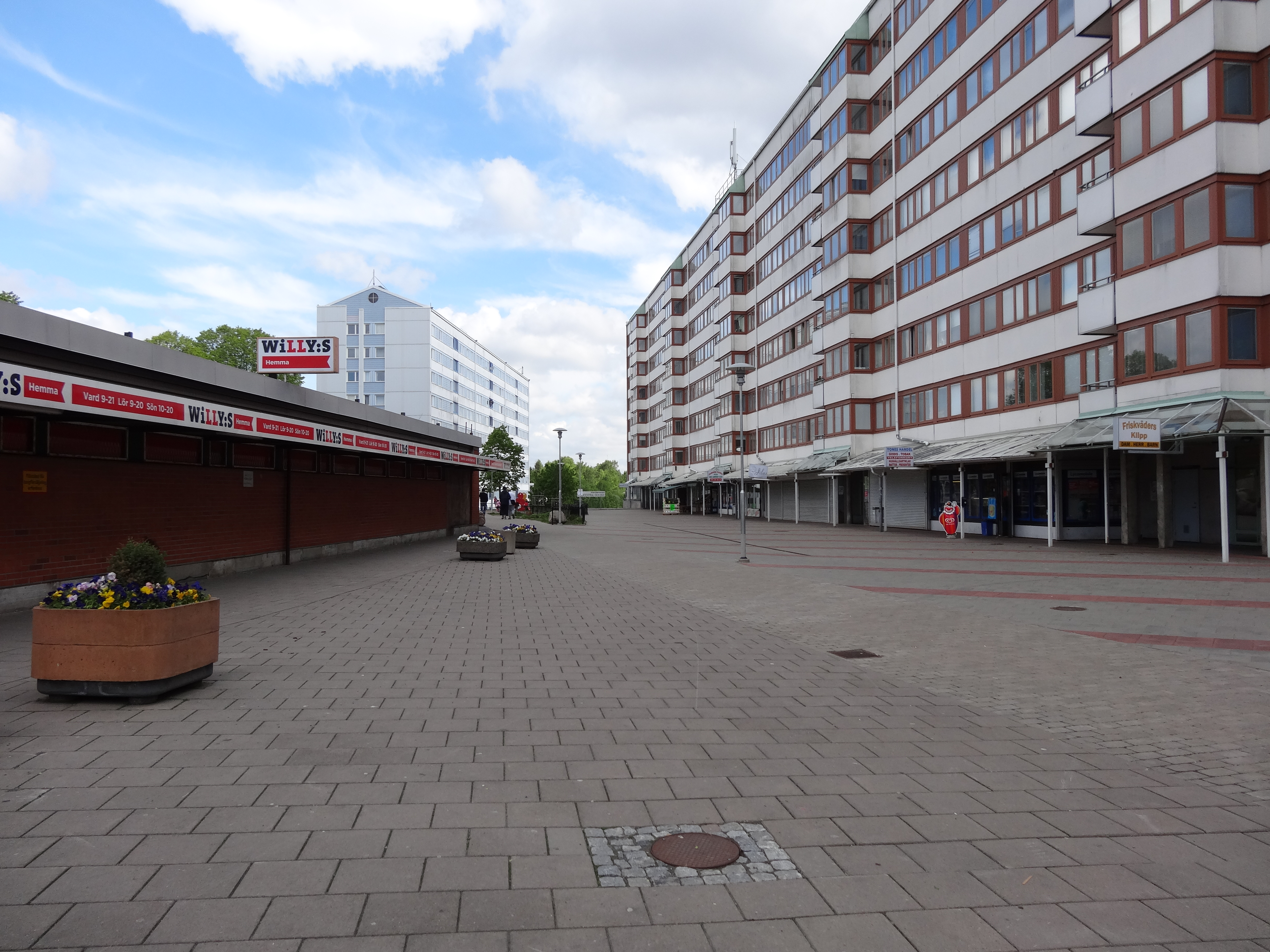
Stadsdelen Biskopsgården i Göteborg har en hög andel invånare från Somalia.

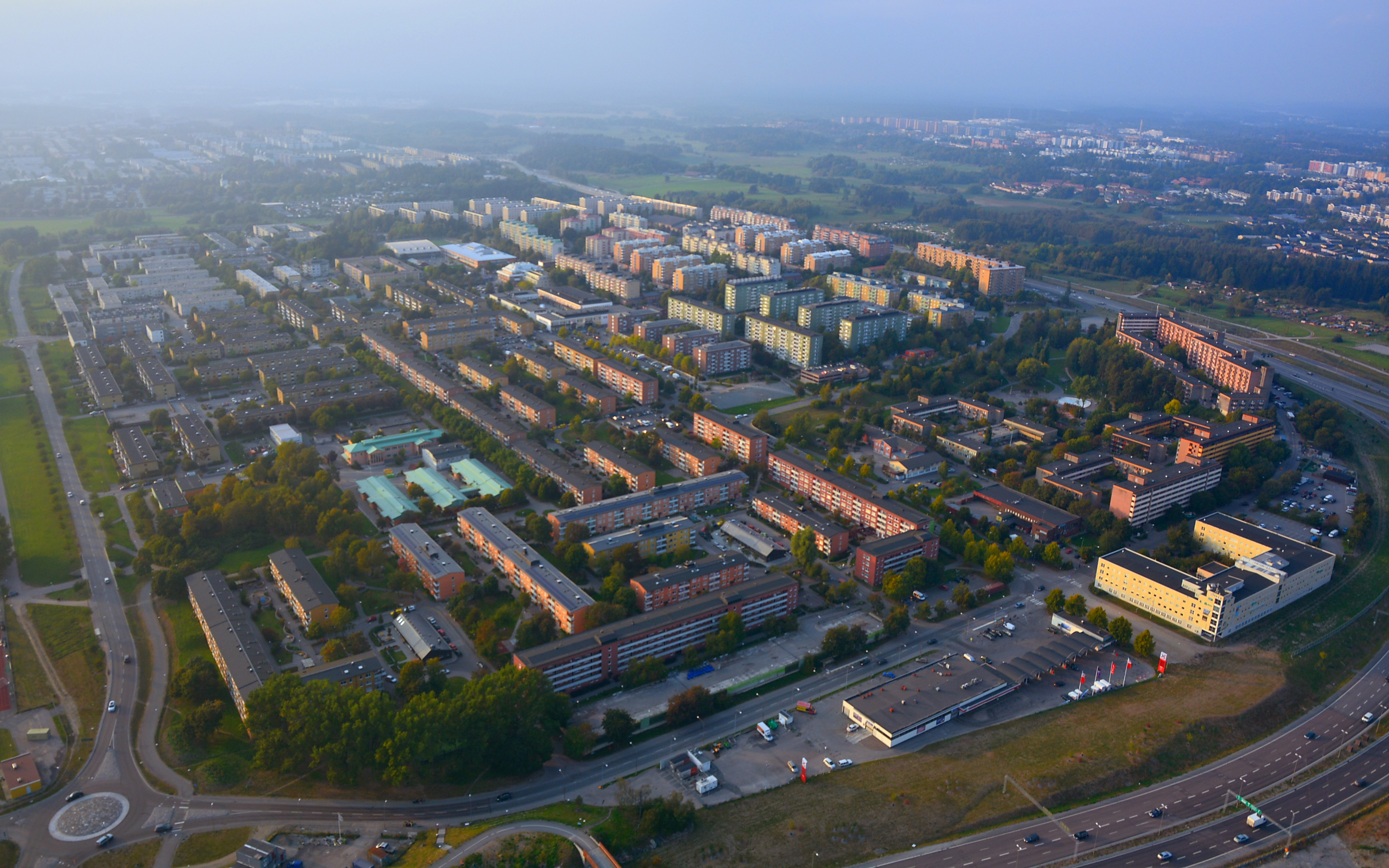
Stadsdelen Rinkeby i Stockholms kommun har en hög andel invånare från Somalia. År 2011 var den största gruppen utrikes födda i Rinkeby somalier.

Medan skolorna i Somalia fungerade dåligt redan under 1980-talet, så hade majoriteten av somaliska ungdomar som kom till Sverige under 90-talet inte gått i skola i alls i hemlandet på grund av inbördeskriget. Därmed hamnade många av dessa i förberedelseklasser för att tillägna sig språkkunskaper samt kunskaper kring skolgång och det svenska samhället.
I slutet av 1990-talet hade omkring tio procent av somalierna i Sverige sysselsättning. På grund av ibland bristande framtidstro har flera somalier sökt sig vidare från Sverige till bland annat Storbritannien.
Sysselsättningen bland personer födda i Somalia var nästan 30 procent åren 2001–2002 men föll därefter tillbaka och blev liggande mellan 25 och 30 procent fram till 2009, då den åter (2012) minskade till följd av dels ett kraftigt tillskott av nyanlända somalier, dels en kärvare arbetsmarknad efter den internationella finanskrisen. Bland alla invandrargrupper är somalierna den gruppen med störst arbetslöshet (2009). En liknande situation är det för somalier i Danmark (2006) och i Norge (2007), där har de också låg sysselsättningsgrad och hög arbetslöshet.
En rapport från regeringen från 2012 visar att sysselsättningen skiljer sig kraftigt åt mellan män och kvinnor och också mellan olika delar av landet. Samma rapport fastslog att det var, år 2010, 21 procent av somalier (16–64 år) i sysselsättning (jämfört med 73 procent för hela befolkningen). Rapporten fastslog också att det somaliska egenföretagandet var mycket svagt och att år 2010 var 0,6 procent av somalierna egenföretagare (jämfört med 4,9 procent för hela befolkningen). Rapporten kom till förklaringen att situationen såg ut som den gjorde eftersom 70 procent av somalierna hade låg eller okänd utbildning och att 60 procent kommit till Sverige sedan 2006. Man skrev även: "Det finns skäl att tro att snabb individuell inslussning via offentliga system är svår att hantera för människor som likt somalierna kommer från miljöer där sociala behov tillgodoses och ekonomiska aktiviteter ofta bedrivs på ett klan- eller släktbaserat sätt och där misstänksamheten mot myndigheter är utbredd... det är emellertid knappast möjligt eller önskvärt att radikalt montera ner lösningar utformade för och av en majoritet av svenska folket för att underlätta för en minoritet att anpassa sig." År 2018 hade 48 procent ett jobb.
År 2012 rapporterade SVT att fyra av fem somalier i Sverige var arbetslösa och att 70 procent hade genomgått grundskoleutbildning.
I en SVT-intervju från 2013 på ett möte i Afrikanska unionen uppmanade den dåvarande somaliske utrikesministern Fowsiyo Yusuf Haji Adan sina landsmän att återvända till sitt hemland för att investera i företag eftersom förhållandena hade förbättrats.
Somaliska riksförbundet i Sverige uppgav 2014 att mer än ett dussin unga svensksomalier, både män och kvinnor, åkt ner till Syrien för att strida för islamiska staten (IS).
Det kulturella avståndet visades vara längst mellan svenskar och somalier enligt de attitydmätningar som gjordes av Högskolan i Gävle och redovisas i Mångfaldsbarometern 2014.
År 2014 gjorde Open Society Foundations en rapport om somalier i Malmö som fann att somaliska invånare i staden trivdes där på grund av låga levnadskostnader, en större religiös tolerans än i övriga Sverige samt att det fanns många muslimer där. Enligt rapporten var integrationen bristfällig främst i sysselssättningsperspektivet, då bara 21 procent arbetade trots att de flesta av Malmös invånare som fötts i Somalia var mellan 16 och 40 år. En av de största utmaningarna var arbetsmarknadens höga krav på färdigheter i det svenska språket.

## Hälsa
Läkartidningen uppgav 2010 att somalier som flyr som flyktingar till Sverige kan ha medicinska- och samhällskonsekvenser för det svenska samhället, bland annat uppgavs resistensproblematiken hos bakterier: "År 2007 rapporterades 497 nya fall av tuberkulos i Sverige. Den enskilt största gruppen utgjordes av personer med somaliskt ursprung, där ökningen har fortsatt att bestå av utlandsfödda, speciellt från länder på Afrikas horn... en mängd orsaker, som stigmatiseringen kring tuberkulos och rädsla för utvisning, gör svensk-somalierna mindre benägna att söka sjukvård och påverkar hur de informerar sin behandlande läkare... konsekvenserna av fattigdomssjukdomar som tuberkulos hotar att i stigande grad drabba det svenska samhället, vilket kräver beredskap, kunskap och resurser."

## Utsatthet
I en undersökning från 2012 rapporterade elva procent av somalierna i Sverige att de varit utsatta för ett rasistiskt motiverat hatbrott (jämfört med 32 procent av somalierna i Finland, 31 procent av somalierna i Danmark, och ett genomsnitt på 18 procent av invandrare från subsahariska Afrika i alla EU-länder). 28 procent av somalierna i Sverige uppgav sig vara offer för brott de senaste 12 månaderna, till exempel stöld, attacker, skrämmande hot eller trakasserier (jämfört med 49 procent av somalierna i Finland, 47 procent av somalierna i Danmark, och ett genomsnitt på 33 procent av invandrare från subsahariska Afrika i hela EU).
Under covid-19-pandemin uppgavs somalier i Sverige ha utsatts för rasism och hån eftersom en stor andel avlidna tillhörde gruppen svensksomalier. Hos nämnda grupp uppgavs överdödligheten ha varit oproportionerligt stor.

## Religion
Somaliska Muslimska Församlingen grundades år 2013 och hade år 2016 cirka 400 medlemmar. Den har sin verksamhet i samma byggnad som Islamiska Förbundet i Malmö på Scheelegatan i Malmö.

## Demografi
År 2021 fanns 70 087 personer i Sverige födda i Somalia, och ungefär 110 000 med ursprung i Somalia. Av dessa är sex av tio under 25 år.

### Historisk utveckling
| Personer i Sverige födda i Somalia 1970–2023 | Personer i Sverige födda i Somalia 1970–2023 | Personer i Sverige födda i Somalia 1970–2023 | Personer i Sverige födda i Somalia 1970–2023 | Personer i Sverige födda i Somalia 1970–2023 |
| --- | -------------------------------------------- | -------------------------------------------- | -------------------------------------------- | -------------------------------------------- |
| |                                              |                                              |                                              |                                              |
| År |                                              |                                              | Folkmängd                                    |                                              |
| 1970 | 1970                                         |                                              | 16                                           |                                              |
| 1980 | 1980                                         |                                              | 100                                          |                                              |
| 1990 | 1990                                         |                                              | 1 441                                        |                                              |
| 2000 | 2000                                         |                                              | 13 082                                       |                                              |
| 2001 | 2001                                         |                                              | 13 489                                       |                                              |
| 2002 | 2002                                         |                                              | 14 005                                       |                                              |
| 2003 | 2003                                         |                                              | 14 809                                       |                                              |
| 2004 | 2004                                         |                                              | 15 294                                       |                                              |
| 2005 | 2005                                         |                                              | 16 045                                       |                                              |
| 2006 | 2006                                         |                                              | 18 342                                       |                                              |
| 2007 | 2007                                         |                                              | 21 597                                       |                                              |
| 2008 | 2008                                         |                                              | 25 159                                       |                                              |
| 2009 | 2009                                         |                                              | 31 734                                       |                                              |
| 2010 | 2010                                         |                                              | 37 846                                       |                                              |
| 2011 | 2011                                         |                                              | 40 165                                       |                                              |
| 2012 | 2012                                         |                                              | 43 966                                       |                                              |
| 2013 | 2013                                         |                                              | 54 221                                       |                                              |
| 2014 | 2014                                         |                                              | 57 906                                       |                                              |
| 2015 | 2015                                         |                                              | 60 623                                       |                                              |
| 2016 | 2016                                         |                                              | 63 853                                       |                                              |
| 2017 | 2017                                         |                                              | 66 369                                       |                                              |
| 2018 | 2018                                         |                                              | 68 678                                       |                                              |
| 2019 | 2019                                         |                                              | 70 173                                       |                                              |
| 2020 | 2020                                         |                                              | 70 184                                       |                                              |
| 2021 | 2021                                         |                                              | 70 087                                       |                                              |
| 2022 | 2022                                         |                                              | 69 477                                       |                                              |
| 2023 | 2023                                         |                                              | 68 290                                       |                                              |
| 2024 | 2024                                         |                                              | 66 846                                       |                                              |
| Anm.: Befolkning den 31 december respektive år förutom år 1970 som avser förhållandet den 1 november och år 1980 som avser förhållandet den 15 september. |                                              |                                              |                                              |                                              |